# 2005 год в архитектуре

## События
- 1 июля в Калининграде начались трёхдневные торжества по поводу 750-летия города. После реставрации были открыты Королевские ворота (середина XIX века, неоготика) — официальный символ юбилея.
- 18-25 сентября состоялся XIV Международный смотр-конкурс лучших дипломных проектов выпускников архитектурных школ 2005 года по архитектуре и дизайну в г. Томске на базе Томского Государственного архитектурно-строительного университета[1].
- 17 ноября в театре «Новая опера» состоялась торжественная церемония награждения победителей «Архитектурной премии 2005».
- Притцкеровскую премию за 2005 год получил Том Мейн (США).

## Скончались
- 22 марта — Кэндзо Тангэ, японский архитектор, лауреат Притцкеровской премии 1987 г. (род. в 1913).